# St. Kilian (Gröningen)

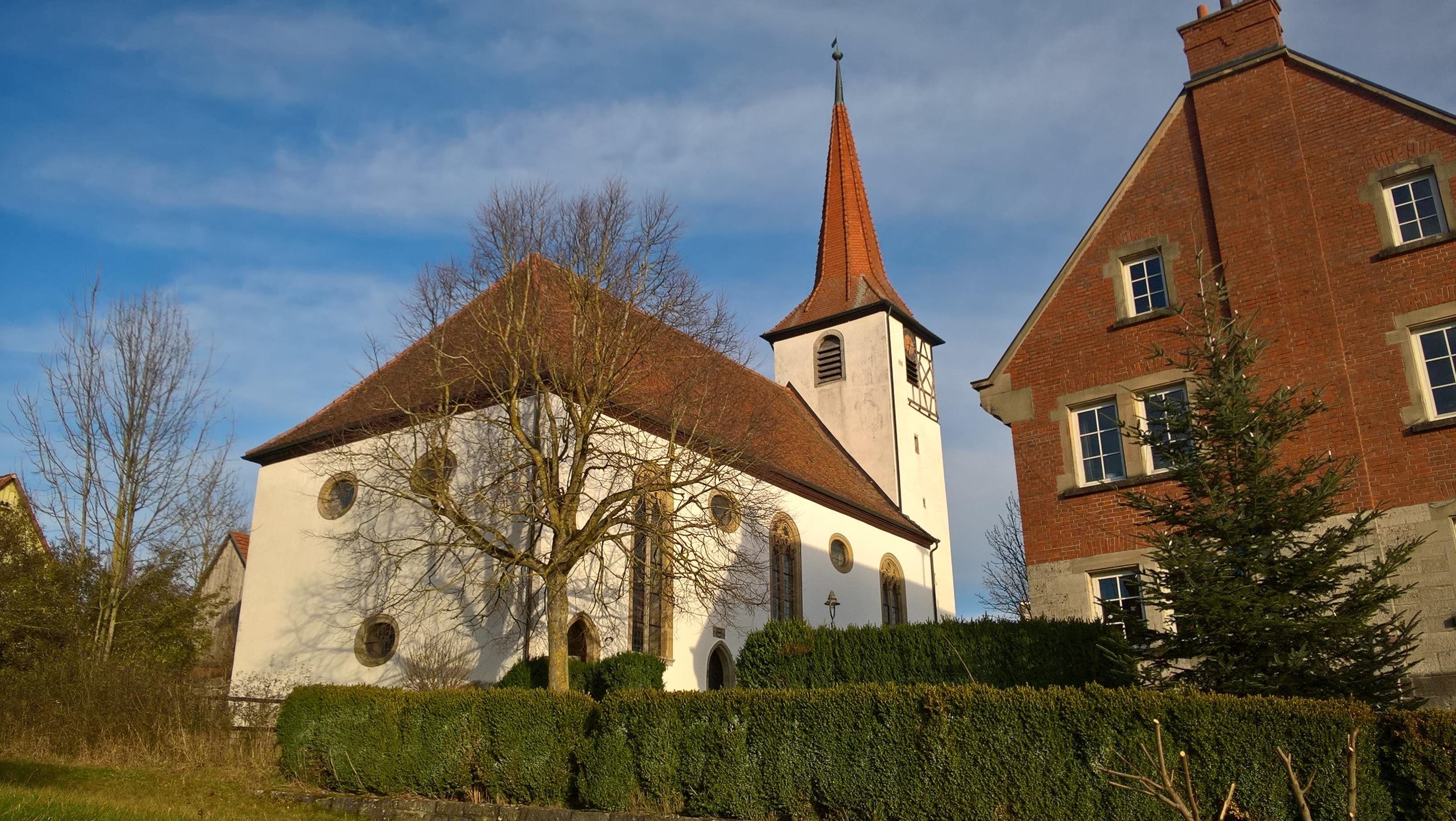
St. Kilian in Gröningen

Die evangelische Pfarrkirche St. Kilian steht in Gröningen, einem Ortsteil der Gemeinde Satteldorf im Landkreis Schwäbisch Hall in Baden-Württemberg. Das Bauwerk ist beim Landesamt für Denkmalpflege Baden-Württemberg als Baudenkmal eingetragen. Die Kirchengemeinde gehört zum Kirchenbezirk Crailsheim-Blaufelden der Evangelischen Landeskirche in Württemberg.

## Beschreibung
Das Langhaus der Saalkirche mit drei Fensterachsen wurde 1716 nach Westen an den im Kern spätgotischen Chorturm angebaut, der im selben Jahr mit einem Geschoss aus Holzfachwerk aufgestockt wurde, das die Turmuhr und den Glockenstuhl beherbergt, und das mit einem achtseitigen Knickhelm bedeckt wurde.